# Hans Trojel (apoteker)
 For alternative betydninger, se Hans Trojel. (Se også artikler, som begynder med Hans Trojel)
Hans Jørgen Vilhelm Trojel (født 8. juni 1862 i Helligsø ved Thisted, død 23. marts 1935 i København) var en dansk apoteker og firmagrundlægger.
Han grundlagde i 1924 Toms sammen med kollegaen apotekeren V.H. Meyer.
Firmaet hed i starten Tom – Trojel Og Meyer (s'et blev tilføjet af hensyn til placeringen i slikautomater, hvor man ikke var glade for at have 'Tom' stående). 
Firmaet blev grundlagt på Vesterbrogade, men allerede året efter flyttede firmaet til et nyt fabriksanlæg på Prags Boulevard 47-49.
I starten fungerede firmaet som grossist med salg af andre fabrikkers produkter, men fra 1925 startede de deres egen produktion.
Sortimentet var mest bolsjer, karameller og tyggegummi.
Toms havde svært ved at blive anerkendt, så man måtte tage til takke med små ordrer fra bagere og ismejerier. For at klare sig satte de slikautomater op, hvor man kunne trække slik til 10 eller 25 øre.
Han er begravet på Frederiksberg Ældre Kirkegård.